# Lijst van administratieve eenheden in Hà Nam
Deze lijst bevat een overzicht van administratieve eenheden in Hà Nam (Vietnam).
De provincie Hà Nam ligt in Rode rivierdelta, in het noordoosten van Vietnam. De oppervlakte van de provincie bedraagt 859,7 km² en telt ruim 825.400 inwoners. Hà Nam is onderverdeeld in één stad, vijf huyện.

## Stad

### Thành phố Phủ Lý
- Phường Hai Ba Trưng
- Phường Lê Hồng Phong
- Phường Lương Khánh Thiên
- Phường Minh Khai
- Phường Quang Trung
- Phường Trần Hưng Đạo
- Xã Châu Sơn
- Xã Lam Hạ
- Xã Liêm Chính
- Xã Liêm Chung
- Xã Phù Vân
- Xã Thanh Châu

## Huyện

### Huyện Bình Lục
- Thị trấn Bình Mỹ
- Xã An Đổ
- Xã An Lão
- Xã An Mỹ
- Xã An Ninh
- Xã An Nội
- Xã Bình Nghĩa
- Xã Bồ Đề
- Xã Bối Cầu
- Xã Đinh Xá
- Xã Đồn Xá
- Xã Đồng Du
- Xã Hưng Công
- Xã La Sơn
- Xã Mỹ Thọ
- Xã Ngọc Lũ
- Xã Tiêu Động
- Xã Tràng An
- Xã Trịnh Xá
- Xã Trung Lương
- Xã Vũ Bản

### Huyện Duy Tiên
- Thị trấn Đồng Văn
- Thị trấn Hòa Mạc
- Xã Bạch Thượng
- Xã Châu Giang
- Xã Châu Sơn
- Xã Chuyên Ngoại
- Xã Đọi Sơn
- Xã Duy Hải
- Xã Duy Minh
- Xã Hoàng Đông
- Xã Mộc Bắc
- Xã Mộc Nam
- Xã Tiên Hải
- Xã Tiên Hiệp
- Xã Tiên Ngoại
- Xã Tiên Nội
- Xã Tiên Phong
- Xã Tiên Tân
- Xã Trác Văn
- Xã Yên Bắc
- Xã Yên Nam

### Huyện Kim Bảng
- Thị trấn Ba Sao
- Thị trấn Quế
- Xã Đại Cương
- Xã Đồng Hóa
- Xã Hoàng Tây
- Xã Khả Phong
- Xã Kim Bình
- Xã Lê Hồ
- Xã Liên Sơn
- Xã Ngọc Sơn
- Xã Nguyễn úy
- Xã Nhật Tân
- Xã Nhật Tựu
- Xã Tân Sơn
- Xã Thanh Sơn
- Xã Thi Sơn
- Xã Thụy Lôi
- Xã Tượng Lĩnh
- Xã Văn Xá

### Huyện Lý Nhân
- Thị trấn Vĩnh Trụ
- Xã Bắc Lý
- Xã Chân Lý
- Xã Chính Lý
- Xã Công Lý
- Xã Đạo Lý
- Xã Đồng Lý
- Xã Đức Lý
- Xã Hòa Hậu
- Xã Hợp Lý
- Xã Nguyên Lý
- Xã Nhân Bình
- Xã Nhân Chính
- Xã Nhân Đạo
- Xã Nhân Hưng
- Xã Nhân Khang
- Xã Nhân Mỹ
- Xã Nhân Nghĩa
- Xã Nhân Thịnh
- Xã Phú Phúc
- Xã Tiến Thắng
- Xã Văn Lý
- Xã Xuân Khê

### Huyện Thanh Liêm
- Thị trấn kiện Khê
- Xã Liêm Cần
- Xã Liêm Phong
- Xã Liêm Sơn
- Xã Liêm Thuận
- Xã Liêm Tiết
- Xã Liêm Túc
- Xã Liêm Tuyền
- Xã Thanh Bình
- Xã Thanh Hà
- Xã Thanh Hải
- Xã Thanh Hương
- Xã Thanh Lưu
- Xã Thanh Nghị
- Xã Thanh Nguyên
- Xã Thanh Phong
- Xã Thanh Tâm
- Xã Thanh Tân
- Xã Thanh Thủy
- Xã Thanh Tuyền